# Herman Boelen
Herman Boelen (Amsterdam, 12 mei 1939) was een Nederlands roeier. Hij nam eenmaal deel aan de Olympische Spelen, maar won bij die gelegenheid geen medaille.
In 1964 maakte hij op 25-jarige leeftijd maakte hij als roeier zijn olympisch debuut op de Olympische Zomerspelen van Tokio. Samen met Sjoerd Wartena, Jim Enters en Sipke Castelein kwam hij uit op het onderdeel vier zonder stuurman. De roeiwedstrijden werden gehouden op de roeibaan van Toda, die was aangelegd voor de geplande Olympische Spelen van 1940. De Nederlandse ploeg drong door tot de finale en eindigde daar als vierde in 7.09,98 van de zes finalisten. Het Deense team won de wedstrijd met een tijd van 6.59,30.
Boelen was aangesloten bij RV Willem III in Amsterdam. Hij was kantoormedewerker en werd later assurantiemakelaar. In 2005 werd hij geridderd zijn vele prestaties in zijn roei- en zakelijk leven. Hij kreeg deze onderscheiding voor zijn olympische prestaties, zijn bestuursfuncties als materiaalcommissaris, voorzitter van Willem III en zijn coachcarrière.
Zijn dochter, Femke Boelen, is eveneens een sterk roeister. Ze werd zesde bij de acht met stuurvrouw op de Olympische Spelen van 1996 in Atlanta. Haar beste prestatie is het behalen van de wereldtitel op het onderdeel vier zonder stuurvrouw.

## Palmares

### roeien (vier zonder stuurman)
- 1964: 4e OS in Tokio - 7.09,98

Sjoerd Wartena · 
Jim Enters · 
Herman Boelen · 
Sipke Castelein